# تشيستر إل. جنكينز
تشيستر إل. جنكينز (بالإنجليزية: Chester L. Jenkins)‏ هو سياسي أمريكي، ولد في 1938، وتوفي في 14 يوليو 2009. حزبياً، نشط في الحزب الديمقراطي.